# Mesodorylaimus subtiliformis
Mesodorylaimus subtiliformis (syn. Dorylaimus subtiliformis) is een rondwormensoort. De wetenschappelijke naam van de soort is voor het eerst geldig gepubliceerd in 1959 door Andrássy.